# Crisis/4RT S
Crisis/4RT_S è un singolo split degli Aucan e dei Talking Dead Goats "45, pubblicato su vinile dalla Stiff Slack nel 2010.
Il brano Crisis è tratto dall'EP degli Aucan dello stesso anno, DNA.

## Tracce
Lato A
1. Aucan – Crisis (dub remix) – 4:16

Lato B
1. Talking Dead Goats "45 – 4RT_S – 7:44